# Serguéi Yurán
Serguéi Nikoláievich Yurán (Lugansk, Unión Soviética, 11 de junio de 1969) es un exfutbolista ucraniano y ruso. Se desempeñaba como delantero y llegó a representar a las selecciones de la URSS, la CEI y Rusia. Actualmente esta sin club.

## Clubes

### Como jugador
| Club               | País            | Año       |
| ------------------ | --------------- | --------- |
| FC Zorya Lugansk   | Unión Soviética | 1985-1987 |
| FC Dinamo Kiev     | Unión Soviética | 1988-1991 |
| SL Benfica         | Portugal        | 1991-1994 |
| FC Porto           | Portugal        | 1994-1995 |
| FC Spartak Moscú   | Rusia           | 1995      |
| Millwall FC        | Inglaterra      | 1996      |
| Fortuna Düsseldorf | Alemania        | 1996-1997 |
| VfL Bochum         | Alemania        | 1997-1999 |
| FC Spartak Moscú   | Rusia           | 1999      |
| Sturm Graz         | Austria         | 1999-2001 |